# Atemptat de Shankill Road
L'atemptat de Shankill Road del 23 d'octubre de 1993 va ser realitzat per l'Exèrcit Republicà Irlandès Provisional (IRA o PIRA), que pretenia assassinar els líders de l'organització lleialista Associació de Defensa de l'Ulster (UDA), que suposadament havien de reunir-se sobre la peixeteira Frizzell de Shankill Road, a Belfast. Dos membres de l'IRA disfressats de repartidors van entrar a la botiga portant una bomba, que va explotar prematurament. Deu persones van morir: un dels membres de l'IRA, un membre de l'UDA i vuit civils protestants, dos dels quals eren nens. Més de cinquanta persones van resultar ferides.
La brigada de Belfast de l'IRA va llançar una operació per assassinar els màxims comandants de l'UDA, que creien que eren a la reunió. El pla suposadament era que dos membres de l'IRA entressin a la botiga amb una bomba, desallotgessin els clients a punta de pistola i fugissin abans que explotés; matant els assitents a la reunió. Com que creien que la reunió se celebrava a un despatx de sobre la botiga, la bomba va ser dissenyada per enviar l'explosió cap amunt. Tenia un fusible d'onze segons, i l'IRA va afirmar que això hauria permès el temps suficient per desallotjar la planta baixa, però no prou perquè els lleialistes de dalt escapessin.